# Astronauti Itálie
Astronauti Itálie jsou italští členové oddílu astronautů evropské kosmické agentury ESA a v minulosti též oddílu italské kosmické agentury ASI.

## První šance
Pro Italy byl první šancí na let do vesmíru výběr astronautů organizace ESA roku 1977, ale nikdo z italských finalistů neprošel.

## Program Tethered
Roku 1984 se italská a americká vláda dohodli na účasti italských astronautů ve třech letech raketoplánu (program Tethered: družice TSS-1 na 20 km dlouhém laně).
Italská kosmická agentura ASI během roku 1984 vybrala tři kandidáty, byli to Andrea Lorenzoni, Cristiano Batalli-Cosmovici a Franco Rossitto. Všichni zahájili v lednu 1985 přípravu v Johnsonovu vesmírném středisku v Houstonu. Po katastrofě Challengeru byl program zrušen.
Po obnovení letů raketoplánů ožil i program Tethered. Od ledna 1990 opět cvičili v Houstonu tři Italové - Franco Malerba, Umberto Guidoni a podruhé Cristiano Batalli-Cosmovici. Italsko-americká spolupráce byla úspěšně završena letem Franco Malerby v srpnu 1992 (STS-46) v jehož průběhu konečně došlo na vypuštění družice TSS-1, podařilo se ale rozvinout pouze 260 m lana.

## Italové v oddílu ESA
V letech 1989 – 1992 probíhal výběr do rozšiřovaného oddílu ESA, mezi šest nováčků pronikl i jeden Ital – Maurizio Cheli. Tři další finalisté – Stefano Santonico, Roberto Tacchino a Franco Ongaro – zůstali do roku 1993 v oddílu ASI. Při doplnění oddílu ESA v srpnu 1998 se mezi italské astronauty ESA zařadili Paolo Nespoli a Roberto Vittori, od roku 2009 ještě Samantha Cristoforettiová a Luca Parmitano. Roku 1996 se Guidoni a Cheli účastnili krátkodobé mise STS-75, od roku 2001 létají italští astronauti na Mezinárodní vesmírnou stanici (ISS) na krátkodobé i dlouhodobé pobyty.

## Přehled astronautů Itálie
| Jméno                       | V oddílu od     | Oddíl                  | Lety                                                                                             | Celkem ve vesmíru            | Odchod z oddílu |
| --------------------------- | --------------- | ---------------------- | ------------------------------------------------------------------------------------------------ | ---------------------------- | --------------- |
| Andrea Lorenzoni            | listopad 1984   | ASI                    | neletěl                                                                                          |                              | asi 1986        |
| Cristiano Batalli-Cosmovici | listopad 1984   | ASI                    | neletěl                                                                                          |                              | srpen 1992      |
| Franco Rossitto             | listopad 1984   | ASI                    | neletěl                                                                                          |                              | 1989/90         |
| Franco Malerba              | květen 1989     | ASI                    | STS-46, 1992                                                                                     | 7 dní, 23 hodin a 15 minut   | 1992            |
| Umberto Guidoni             | květen 1989     | ASI, od srpna 1998 ESA | STS-75, 1996 STS-100/ISS, 2001                                                                   | 27 dní, 15 hodin a 13 minut  | červen 2004     |
| Maurizio Cheli              | 15. května 1992 | ESA                    | STS-75, 1996                                                                                     | 15dní, 17 hodin a 42 minut   | 30. června 1996 |
| Stefano Santonico           | 1992            | ASI                    | neletěl                                                                                          |                              | 1993            |
| Roberto Tacchino            | 1992            | ASI                    | neletěl                                                                                          |                              | 1993            |
| Franco Ongaro               | 1992            | ASI                    | neletěl                                                                                          |                              | 1993            |
| Paolo Nespoli               | srpen 1998      | ESA                    | STS-120/ISS, 2007 Expedice 26/27 (Sojuz TMA-20/ISS), 2011 Expedice 52/53 (Sojuz MS-05/ISS), 2017 | 313 dní, 2 hodiny a 37 minut | 2018            |
| Roberto Vittori             | srpen 1998      | ESA                    | EP-3 (Sojuz TM-34/ISS/TM-33), 2002 EP-8 (Sojuz TMA-6/ISS/TMA-5), 2005 STS-134/ISS, 2011          | 35 dní, 12 hodin a 26 minut  | 2016            |
| Samantha Cristoforettiová   | 20. května 2009 | ESA                    | Expedice 42/43 (Sojuz TMA-15M/ISS), 2014/15                                                      | 199 dní 16 hodin 42 minut    | aktivní         |
| Luca Parmitano              | 20. května 2009 | ESA                    | Expedice 36/37 (Sojuz TMA-09M/ISS), 2013                                                         | 166 dní 6 hodin a 18 minut   | aktivní         |